# Шкулетич, Петар
Пе́тар Шку́летич (серб. Петар Шкулетић; 29 июня 1990, Даниловград) — сербский футболист, нападающий. Выступал за сборную Сербии.

## Клубная карьера

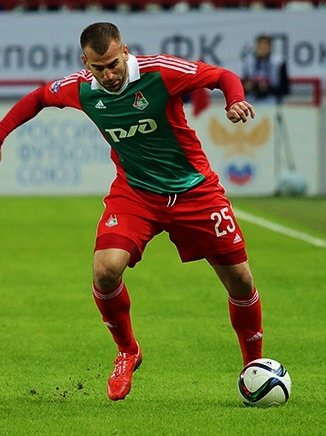
Шкулетич в составе московского «Локомотива»

Первой взрослой командой Петара был довольно скромный «Телеоптик», куда он перешёл из юношеской команды именитого «Партизана». К игроку присматривались английский «Блэкберн» и шотландский «Селтик», но так не предложили контракт.
В 2009 году Шкулетич перешёл в австрийский ЛАСК. 7 августа в матче против «Капафенберга» он дебютировал в австрийской Бундеслиге. 27 февраля 2010 года в поединке против «Штурма» Петар забил свой первый и единственный гол за ЛАСК. Из-за низкой результативности форвард осел в глубоком запас.
Для получения игровой практики в начале 2011 года Петар был отдан в аренду в черногорскую «Зету». 26 февраля в матче против «Петроваца» он дебютировал в черногорской первой лиге. 12 марта в поединке против «Бара» Шкулетич забил первый гол за новую команду. Несмотря на предоставленное игровое время Петар забил всего два гола и по окончании срока аренды стал свободным агентом.
В июле 2011 года он вернулся на родину, где присоединился к «Войводине». 17 сентября в матче против ОФК Шкулетич дебютировал в сербской Суперлиге. 22 октября в поединке против «Хайдука» из Кулы Петар забил свой первый гол за «Войводину». В первом сезоне он провёл за команду двадцать две встречи и забил четыре гола.
В следующем сезоне Шкулетич потерял место в составе «Войводина», и, сыграв в первой половине сезона несколько встреч, начал выступления на правах аренды за «Раднички».
В 2013 году мог перейти в пермский «Амкар», но в итоге в 2014 году Петар стал футболистом «Партизана». 22 февраля в матче против «Нови Пазар» он дебютировал за родную команду. 8 марта в поединке против «Раднички» из Крагуеваца Шкулетич сделал «дубль», забив свои первые голы за Партизан. В своём первом сезоне он забивал в каждом втором матче и смог завоевать место основного нападающего. В следующем сезоне Петар стал лучшим снайпером «Партизана», забив 14 мячей в 15 матчах.
В начале 2015 года Шкулетичем заинтересовался московский «Локомотив». 13 февраля переход в российский клуб был оформлен за 4 млн евро. 3 марта в матче Кубка России против казанского «Рубина» Петар дебютировал за «железнодорожников». 8 марта в своём дебютном поединке в РФПЛ против «Ростова» Шкулетич забил свой первый гол за «Локомотив». 4 апреля в «дерби» против «Динамо» он забил свой второй гол за «Локомотив». В мае Шкулетич помог команде завоевать Кубок России. В декабре 2016 года Шкулетич не входил в планы тренерского штаба на предсезонные сборы. Клуб планировал заработать на его продаже чуть больше € 1 млн. 12 мая 2017 года «Локомотив» расторг контракт с Шкулетичем в одностороннем порядке.
Летом 2017 года Петар подписал двухлетний контракт с турецким «Генчлербирлиги». 12 августа в матче против «Кардемир Карабюкспор» он дебютировал в турецкой Суперлиге. 17 сентября в поединке против «Гёзтепе» Шкулетич забил свой первый гол за «Генчлербирлиги». Летом 2018 года Петар перешёл во французский «Монпелье».

## Карьера в сборной
Несмотря на то, что Петар родился в Даниловграде, который теперь является городом в Черногории, он представлял сербскую сборную на юношеском уровне, но не добился там особых успехов.
В марте 2015 года впервые вызван в основную сборную Сербии. 29 марта в отборочном матче чемпионата Европы 2016 против сборной Португалии Петар дебютировал за национальную команду, заменив во втором тайме Адема Ляича.

## Достижения
«Локомотив» (Москва)
- Обладатель Кубка России (2): 2014/15, 2016/17

## Статистика

### Клубная статистика
| Выступление        | Выступление      | Выступление      | Чемпионат | Чемпионат | Кубки | Кубки | Еврокубки | Еврокубки | Прочие | Прочие | Итого | Итого |
| Клуб               | Лига             | Сезон            | Игры      | Голы      | Игры  | Голы  | Игры      | Голы      | Игры   | Голы   | Игры  | Голы  |
| ------------------ | ---------------- | ---------------- | --------- | --------- | ----- | ----- | --------- | --------- | ------ | ------ | ----- | ----- |
| ЛАСК               | Бундеслига       | 2009/10          | 14        | 1         | 2     | 0     | 0         | 0         | 0      | 0      | 16    | 1     |
| ЛАСК               | Итого            | Итого            | 14        | 1         | 2     | 0     | 0         | 0         | 0      | 0      | 16    | 1     |
| Зета(аренда)       | Первая Лига      | 2010/11          | 15        | 2         | 2     | 1     | 0         | 0         | 0      | 0      | 17    | 3     |
| Зета(аренда)       | Итого            | Итого            | 15        | 2         | 2     | 1     | 0         | 0         | 0      | 0      | 17    | 3     |
| Войводина          | Суперлига        | 2011/12          | 22        | 4         | 4     | 0     | 1         | 0         | 0      | 0      | 27    | 4     |
| Войводина          | Суперлига        | 2012/13          | 3         | 0         | 1     | 0     | 3         | 1         | 0      | 0      | 7     | 1     |
| Войводина          | Суперлига        | 2013/14          | 14        | 4         | 3     | 1     | 8         | 4         | 0      | 0      | 25    | 9     |
| Войводина          | Итого            | Итого            | 39        | 8         | 8     | 1     | 12        | 5         | 0      | 0      | 59    | 14    |
| Раднички (аренда)  | Суперлига        | 2012/13          | 12        | 3         | 0     | 0     | 0         | 0         | 0      | 0      | 12    | 3     |
| Раднички (аренда)  | Итого            | Итого            | 12        | 3         | 0     | 0     | 0         | 0         | 0      | 0      | 12    | 3     |
| Партизан           | Суперлига        | 2013/14          | 13        | 7         | 0     | 0     | 0         | 0         | 0      | 0      | 13    | 7     |
| Партизан           | Суперлига        | 2014/15          | 15        | 14        | 2     | 2     | 10        | 5         | 0      | 0      | 27    | 21    |
| Партизан           | Итого            | Итого            | 28        | 21        | 2     | 2     | 10        | 5         | 0      | 0      | 40    | 28    |
| Локомотив (Москва) | Премьер-лига     | 2014/15          | 11        | 2         | 2     | 1     | 0         | 0         | 0      | 0      | 13    | 3     |
| Локомотив (Москва) | Премьер-лига     | 2015/16          | 18        | 6         | 1     | 1     | 4         | 0         | 1      | 0      | 24    | 7     |
| Локомотив (Москва) | Премьер-лига     | 2016/17          | 10        | 2         | 0     | 0     | 0         | 0         | 0      | 0      | 10    | 2     |
| Локомотив (Москва) | Итого            | Итого            | 39        | 10        | 3     | 2     | 4         | 0         | 1      | 0      | 47    | 12    |
| Генчлербирлиги     | Суперлига        | 2017/18          | 27        | 8         | 4     | 3     | 0         | 0         | 0      | 0      | 31    | 11    |
| Генчлербирлиги     | Итого            | Итого            | 27        | 8         | 4     | 3     | 0         | 0         | 0      | 0      | 31    | 11    |
| Монпелье           | Лига 1           | 2018/19          | 28        | 1         | 1     | 0     | 0         | 0         | 0      | 0      | 29    | 1     |
| Монпелье           | Лига 1           | 2019/20          | 5         | 0         | 0     | 0     | 0         | 0         | 0      | 0      | 5     | 0     |
| Монпелье           | Итого            | Итого            | 33        | 1         | 1     | 0     | 0         | 0         | 0      | 0      | 34    | 1     |
| Сивасспор (аренда) | Суперлига        | 2019/20          | 7         | 1         | 1     | 0     | 0         | 0         | 0      | 0      | 8     | 1     |
| Сивасспор (аренда) | Итого            | Итого            | 7         | 1         | 1     | 0     | 0         | 0         | 0      | 0      | 8     | 1     |
| Всего за карьеру   | Всего за карьеру | Всего за карьеру | 210       | 54        | 23    | 9     | 26        | 10        | 1      | 0      | 260   | 73    |

### Выступления за сборную
| Матчи Шкулетича за сборную Сербии | Матчи Шкулетича за сборную Сербии | Матчи Шкулетича за сборную Сербии | Матчи Шкулетича за сборную Сербии | Матчи Шкулетича за сборную Сербии | Матчи Шкулетича за сборную Сербии | Матчи Шкулетича за сборную Сербии |
| --------------------------------- | --------------------------------- | --------------------------------- | --------------------------------- | --------------------------------- | --------------------------------- | --------------------------------- |
| №                                 | Дата                              | Оппонент                          | Счёт                              | Голы                              | Соревнование                      |                                   |
| 1                                 | 29 марта 2015                     | Португалия                        | 1:2                               | —                                 | Отборочные матчи ЧЕ-2016          |                                   |
| 2                                 | 7 июня 2015                       | Азербайджан                       | 4:1                               | —                                 | Товарищеский матч                 |                                   |
| 3                                 | 13 июня 2015                      | Дания                             | 0:2                               | —                                 | Отборочные матчи ЧЕ-2016          |                                   |
| 4                                 | 7 сентября 2015                   | Франция                           | 1:2                               | —                                 | Товарищеский матч                 |                                   |
| 5                                 | 11 октября 2015                   | Португалия                        | 1:2                               | —                                 | Отборочные матчи ЧЕ-2016          |                                   |
| 6                                 | 13 ноября 2015                    | Чехия                             | 1:4                               | 1                                 | Товарищеский матч                 |                                   |

Итого: 6 игр / 1 гол; 1 победа, 0 ничьих, 5 поражений.